# Пам'ятки архітектури Тернополя
У Тернополі налічується 5 пам'яток архітектури національного значення та 189 пам'яток місцевого значення.

## Наявні пам'ятки

### Пам'ятки національного значення
| № | Об'єкт                         | Датування     | Адреса                         | Ох. № | Фото |
| - | ------------------------------ | ------------- | ------------------------------ | ----- | ---- |
| 1 | Старий замок                   | 1540—1548 рр. | вул. Замкова, 12               | 634   |      |
| 2 | Здвиженська (Надставна) церква | XVI—XVII ст.  | вул. Над Ставом, 16            | 635   |      |
| 3 | Церква Різдва Христового       | 1602—1608 рр. | вул. Руська, 22                | 636   |      |
| 4 | Костел монастиря домініканців  | 1749—1779 рр. | вул. Гетьмана Сагайдачного, 10 | 367/1 |      |
| 5 | Келії монастиря домініканців   | 1749—1779 рр. | вул. Гетьмана Сагайдачного, 14 | 367/2 |      |

### Місцевого значення
| №    | Об'єкт                                                                                  | Датування                | Адреса                             | Ох. №                     | Фото |
| ---- | --------------------------------------------------------------------------------------- | ------------------------ | ---------------------------------- | ------------------------- | ---- |
| 1.   | Житловий будинок                                                                        | ХІХ ст.                  | вул. Багата, 3                     | 1976-М                    |      |
| 2.   | Житловий будинок                                                                        | 1928 р.                  | вул. Валова, 1                     | 320-М                     |      |
| 3.   | Житловий будинок                                                                        | 1912 р.                  | вул. Валова, 3                     | 304-М                     |      |
| 4.   | Житловий будинок                                                                        | 1907 р.                  | вул. Валова, 4                     | 303-М                     |      |
| 5.   | Житловий будинок                                                                        | 1911 р.                  | вул. Валова, 5                     | 306-М                     |      |
| 6.   | Житловий будинок                                                                        | 1912 р.                  | вул. Валова, 6                     | 305-М                     |      |
| 7.   | Житловий будинок                                                                        | 1910 р.                  | вул. Валова, 8                     | 307-М                     |      |
| 8.   | Житловий будинок                                                                        | 1916 р.                  | вул. Валова, 9                     | 308-М                     |      |
| 9.   | Житловий будинок                                                                        | 1937 р.                  | вул. Валова, 10                    | 309-М                     |      |
| 10.  | Житловий будинок                                                                        | 1920 р.                  | вул. Валова, 12                    | 310-М                     |      |
| 11.  | Житловий будинок                                                                        | 1920 р.                  | вул. Валова, 14                    | 311-М                     |      |
| 12.  | Житловий будинок                                                                        | 1907 р.                  | вул. Валова, 16                    | 312-М                     |      |
| 13.  | Житловий будинок                                                                        | 1913 р.                  | вул. Валова, 18                    | 313-М                     |      |
| 14.  | Палац (колишня ощадна каса)                                                             | 1895-1896 p.             | Майдан Волі, 2                     | 325-М                     |      |
| 15.  | Медінститут (адмінкорпус)                                                               | 1957 р.                  | Майдан Волі, 1                     | 326-М                     |      |
| 16.  | Житловий будинок                                                                        | 1893 р.                  | Майдан Волі, 8                     | 327-М                     |      |
| 17.  | Комплекс житлових будинків                                                              | поч. XX ст.              | вул. Академіка Гнатюка, 9, 11      | 332/1-М, 332/2-М          |      |
| 18.  | Житловий будинок                                                                        | поч. XX ст.              | вул. Академіка Гнатюка,10          | 333-М                     |      |
| 19.  | Житловий будинок                                                                        | поч. XX ст.              | вул. Академіка Гнатюка, 12         | 334-М                     |      |
| 20.  | Житловий будинок                                                                        | поч. XX ст.              | вул. Академіка Гнатюка, 14         | 335-М                     |      |
| 21.  | Житловий будинок                                                                        | поч. XX ст.              | вул. Академіка Гнатюка, 16         | 336-М                     |      |
| 22.  | Житловий будинок                                                                        | ХІХ ст.                  | вул. Гоголя, 6                     | 1980-М                    |      |
| 23.  | Баня                                                                                    | XIX ст.                  | вул. Гоголя, 8                     | 1981-М                    |      |
| 24.  | Житловий будинок                                                                        | кін. ХІХ ст.             | вул. Я. Головацького, 7            | 339-М                     |      |
| 25.  | Житловий будинок                                                                        | кін. ХІХ ст.             | вул. Я. Головацького, 10           | 340-М                     |      |
| 26.  | Житловий будинок                                                                        | кін. ХІХ ст.             | вул. Я. Головацького, 11           | 341-М                     |      |
| 27.  | Житловий будинок                                                                        | поч. XX ст.              | вул. Академіка Горбачевського, 1   | 328-М                     |      |
| 28.  | Житловий будинок                                                                        | поч. XX ст.              | вул. Академіка Горбачевського, 3   | 329-М                     |      |
| 29.  | Житлово-торговельний будинок                                                            | 1930 p.                  | вул. Грушевського, 1               | 1999-М                    |      |
| 30.  | Споруда колишнього будинку гімназії ім. Ю. Словацького                                  | поч. XX ст.              | вул. Грушевського, 2               | 16-М                      |      |
| 31.  | Школа                                                                                   | 1954 р.                  | вул. Грушевського, 3               | 342-М                     |      |
| 32.  | Житловий будинок                                                                        | XIX ст.                  | вул. Грушевського, 4               | 2000-М                    |      |
| 33.  | Житловий будинок                                                                        | 1894-1896 рр.            | вул. Грушевського, 5               | 2147-М                    |      |
| 34.  | Споруда колишнього австро-угорського банку                                              | XIX ст.                  | вул. Грушевського, 6               | 15-М                      |      |
| 35.  | Житловий будинок                                                                        | XIX ст.                  | вул. Вояків Дивізії Галичина, 6    | 2001-М                    |      |
| 36.  | Житловий будинок                                                                        | XIX ст.                  | вул. Доли, 4                       | 1977-М                    |      |
| 37.  | Житловий будинок                                                                        | XIX ст.                  | вул. Доли, 7                       | 1979-М                    |      |
| 38.  | Житловий будинок                                                                        | XIX ст.                  | вул. Доли, 8А                      | 1978-М                    |      |
| 39.  | Житловий будинок                                                                        | XIX ст.                  | вул. Замкова, 10А                  | 331-М                     |      |
| 40.  | Павільйон-альтанка                                                                      | 1948-1950 рр.            | вул. Замкова, 12                   | 2002-М                    |      |
| 41.  | Житловий будинок                                                                        | кін. XIX ст.             | вул. За Рудкою, 5                  | 324-М                     |      |
| 42.  | Школа ім. Королеви Ядвіги                                                               | 1857 р.                  | вул. Камінна, 2                    | 2003-М                    |      |
| 43.  | Житловий будинок                                                                        | ХІХ-ХХ ст.               | вул. Камінна, 3                    | 2004-М                    |      |
| 44.  | Житловий будинок                                                                        | поч. XX ст.              | вул. Камінна, 4                    | 1974-М                    |      |
| 45.  | Житловий будинок                                                                        | 1894-1896 рр.            | вул. Камінна, 6                    | 2144-М                    |      |
| 46.  | Житловий будинок                                                                        | ХІХ ст.                  | вул. Качали, 3                     | 2005-М                    |      |
| 47.  | Житловий будинок                                                                        | ХІХ-ХХ ст.               | вул. Качали, 4                     | 2006-М                    |      |
| 48.  | Руська бурса ім. С. Качали                                                              | 1873 р.                  | вул. Качали, 5                     | 2007-М                    |      |
| 49.  | Житловий будинок                                                                        | 1901 p.                  | вул. Коперника, 1                  | 263-М                     |      |
| 50.  | Житловий будинок (Реальна гімназія)                                                     | кін. ХІХ ст.             | вул. Коперника, 14                 | 283-М                     |      |
| 51.  | Житловий будинок                                                                        | ХІХ ст.                  | вул. Коперника, 18                 | 284-М                     |      |
| 52.  | Житловий будинок                                                                        | поч. XX ст.              | вул. Котляревського, 2             | 337-М                     |      |
| 53.  | Житловий будинок                                                                        | поч. XX ст.              | вул. Котляревського, 4             | 338-М                     |      |
| 54.  | Житловий будинок                                                                        | 1902 р.                  | вул. О. Кульчицької, 1             | 276-М                     |      |
| 55.  | Житловий будинок                                                                        | 1902 р.                  | вул. О. Кульчицької, 3             | 277-М                     |      |
| 56.  | Житловий будинок                                                                        | ХІХ-ХХ ст.               | вул. О. Кульчицької, 4             | 1992-М                    |      |
| 57.  | Житловий будинок                                                                        | 1908 р.                  | вул. О. Кульчицької, 5             | 278-М                     |      |
| 58.  | Житловий будинок                                                                        | 1880 р.                  | вул. О. Кульчицької, 7             | 279-М                     |      |
| 59.  | Житловий будинок                                                                        | 1880 р.                  | вул. О. Кульчицької, 9             | 280-М                     |      |
| 60.  | Житловий будинок                                                                        | 1880 р.                  | вул. О. Кульчицької, 11            | 281-М                     |      |
| 61.  | Житловий будинок                                                                        | 1885 р.                  | вул. О. Кульчицької, 13            | 282-М                     |      |
| 62.  | Житловий будинок                                                                        | 1957 р.                  | вул. Липова, 2                     | 2009-М                    |      |
| 63.  | Житловий будинок                                                                        | кін. ХІХ ст.             | вул. Листопадова, 3                | 2010-М                    |      |
| 64.  | Будинок колишнього жіночого ліцею йосифіток                                             | кін. ХІХ ст.             | вул. Листопадова, 4                | 1-М                       |      |
| 65.  | Будинок офіцерського зібрання                                                           | кін. ХІХ ст.             | вул. Листопадова, 5                | 2011-М                    |      |
| 66.  | Житловий будинок                                                                        | 1894-1896 рр.            | вул. Листопадова, 7                | 2146-М                    |      |
| 67.  | Житловий будинок                                                                        | кін. ХІХ ст.             | вул. Листопадова, 9                | 2012-М                    |      |
| 68.  | Каплиця                                                                                 | кін. ХІХ ст.             | вул. Микулинецька (на кладовищі)   | 1917-М                    |      |
| 69.  | Житловий будинок                                                                        | 1910 р.                  | вул. Над Ставом, 6                 | 274-М                     |      |
| 70.  | Житловий будинок                                                                        | ХІХ ст.                  | вул. Над Ставом, 7А                | 193-М                     |      |
| 71.  | Житловий будинок                                                                        | ХІХ ст.                  | вул. Над Ставом, 11                | 344-М                     |      |
| 72.  | Житловий будинок                                                                        | кін. ХІХ ст.             | вул. Ю. Опільського, 2             | 253-М                     |      |
| 73.  | Житловий будинок                                                                        | кін. ХІХ ст.             | вул. Ю. Опільського, 4             | 254-М                     |      |
| 74.  | Житловий будинок                                                                        | 1898 р.                  | вул. Ю. Опільського, 6             | 255/1-М                   |      |
| 75.  | Торгівельно-житловий будинок                                                            | 1958-1960 рр.            | вул. Князя Острозького, 1          | 2014-М                    |      |
| 76.  | Житловий будинок                                                                        | 1894-1896 рр.            | вул. Князя Острозького, 2          | 2145-М                    |      |
| 77.  | Житловий будинок                                                                        | поч. XX ст.              | вул. Князя Острозького, 3          | 2015-М                    |      |
| 78.  | Будинок міщанського братства                                                            | 1905 р.                  | вул. Князя Острозького, 9, 11      | 12-М                      |      |
| 79.  | Житловий будинок                                                                        | 1912 р.                  | вул. Князя Острозького, 10         | 2018-М                    |      |
| 80.  | Житловий будинок                                                                        | ХІХ ст.                  | вул. Князя Острозького, 15         | 1996-М                    |      |
| 81.  | Житловий будинок                                                                        | ХІХ ст.                  | вул. Князя Острозького, 17         | 1997-М                    |      |
| 82.  | Будівля обласного суду                                                                  | поч. XX ст. (1938 p.)    | вул. Князя Острозького, 20         | 1988-М                    |      |
| 83.  | Житловий будинок                                                                        | 1925 р.                  | вул. Князя Острозького, 21         | 292-М                     |      |
| 84.  | Житловий будинок                                                                        | кін. ХІХ ст.             | вул. Князя Острозького, 23         | 293-М                     |      |
| 85.  | Житловий будинок                                                                        | 1899 р.                  | вул. Князя Острозького, 25         | 294-М                     |      |
| 86.  | Житловий будинок                                                                        | 1921 р.                  | вул. Князя Острозького, 26         | 296-М                     |      |
| 87.  | Дитячий садок                                                                           | кін. ХІХ ст.-поч. XX ст. | вул. Князя Острозького, 31         | 1987-М                    |      |
| 88.  | Житловий будинок                                                                        | поч. XX ст.              | вул. Князя Острозького, 32         | 297-М                     |      |
| 89.  | Житловий будинок (притулок сестер ордену Непорочного Зачаття Пресвятої Діви Марії)      | 1931 р.                  | вул. Князя Острозького, 37         | 295-М                     |      |
| 90.  | Житловий будинок                                                                        | 1954-1956 рр.            | вул. Князя Острозького, 45         | 11-М                      |      |
| 91.  | Житловий будинок                                                                        | XX ст.                   | вул. Князя Острозького, 54         | 1990-М                    |      |
| 92.  | Житловий будинок                                                                        | ХІХ-ХХ ст.               | вул. Князя Острозького, 66         | 2019-М                    |      |
| 93.  | Будівля медучилища                                                                      | ХІХ ст.                  | вул. Паращука, 4                   | 1975-М                    |      |
| 94.  | Адмінбудинок                                                                            | кін. ХІХ ст.             | вул. Полковника Нечая, 25          | 2013-М                    |      |
| 95.  | Вокзал ст. Тернопіль                                                                    | 1870 р.                  | Привокзальний Майдан               | 13-М                      |      |
| 96.  | Медінститут                                                                             | сер. XX ст.              | вул. Руська, 12                    | 232-М                     |      |
| 97.  | Комплекс будинків кооперативного технікуму                                              | сер. XX ст.              | вул. Руська, 17                    | 233/1-М, 233/2-М, 233/3-М |      |
| 98.  | Житловий будинок                                                                        | 1920 р.                  | вул. Руська, 23                    | 235-М                     |      |
| 99.  | Торгівельно-житловий будинок                                                            | 1957-1959 рр.            | вул. Руська, 24                    | 2020-М                    |      |
| 100. | Житловий будинок                                                                        | 1900 р.                  | вул. Руська, 25                    | 237-М                     |      |
| 101. | Житловий будинок                                                                        | 1920 р.                  | вул. Руська, 26                    | 234-М                     |      |
| 102. | Житловий будинок                                                                        | 1908 р.                  | вул. Руська, 27                    | 239-М                     |      |
| 103. | Житловий будинок                                                                        | 1920 р.                  | вул. Руська, 28                    | 236-М                     |      |
| 104. | Житловий будинок                                                                        | 1912 р.                  | вул. Руська, 29                    | 241-М                     |      |
| 105. | Житловий будинок                                                                        | 1900 р.                  | вул. Руська, 30                    | 238-М                     |      |
| 106. | Житловий будинок                                                                        | 1912 р.                  | вул. Руська, 31                    | 243-М                     |      |
| 107. | Житловий будинок                                                                        | 1912 р.                  | вул. Руська, 32                    | 240-М                     |      |
| 108. | Житловий будинок                                                                        | 1912 р.                  | вул. Руська, 33                    | 244-М                     |      |
| 109. | Житловий будинок                                                                        | 1912 р.                  | вул. Руська, 34                    | 242-М                     |      |
| 110. | Житловий будинок                                                                        | 1912 р.                  | вул. Руська, 35                    | 245-М                     |      |
| 111. | Житловий будинок                                                                        | поч. XX ст.              | вул. Руська, 36                    | 5-М                       |      |
| 112. | Житловий будинок                                                                        | 1912 р.                  | вул. Руська, 37                    | 247-М                     |      |
| 113. | Житловий будинок                                                                        | 1912 р.                  | вул. Руська, 39                    | 248-М                     |      |
| 114. | Житловий будинок                                                                        | 1912 р.                  | вул. Руська, 40                    | 246-М                     |      |
| 115. | Житловий будинок                                                                        | 1912 р.                  | вул. Руська, 45                    | 250-М                     |      |
| 116. | Міський суд                                                                             | кін. ХІХ ст.             | вул. Руська, 47, 49                | 2021-М                    |      |
| 117. | Житловий будинок                                                                        | 1912 р.                  | вул. Руська, 48                    | 249-М                     |      |
| 118. | Житловий будинок                                                                        | 1912 р.                  | вул. Руська, 50                    | 251-М                     |      |
| 119. | Житловий будинок                                                                        | 1912 р.                  | вул. Руська, 52                    | 252-М                     |      |
| 120. | Житловий будинок                                                                        | поч. XX ст.              | вул. Гетьмана Сагайдачного, 1      | 314/1-М                   |      |
| 121. | Житловий будинок                                                                        | поч. XX ст.              | вул. Гетьмана Сагайдачного, 2      | 315-М                     |      |
|      | Житловий будинок                                                                        | поч. XX ст.              | вул. Гетьмана Сагайдачного, 3      | 314/2-М                   |      |
| 122. | Житловий будинок                                                                        | поч. XX ст.              | вул. Гетьмана Сагайдачного, 4      | 316-М                     |      |
| 123. | Житловий будинок                                                                        | 1905 р.                  | вул. Гетьмана Сагайдачного, 5      | 317-М                     |      |
| 124. | Житловий будинок                                                                        | поч. XX ст.              | вул. Гетьмана Сагайдачного, 6      | 318-М                     |      |
| 125. | Житловий будинок                                                                        | 1912 р.                  | вул. Гетьмана Сагайдачного, 9      | 319-М                     |      |
| 126. | Комплекс житлових будинків                                                              | поч. XX ст.              | вул. Гетьмана Сагайдачного, 11, 13 | 320/1-М, 320/2-М          |      |
| 127. | Житловий будинок                                                                        | поч. XX ст.              | вул. Гетьмана Сагайдачного, 15     | 321-М                     |      |
| 128. | Житловий будинок                                                                        | поч. XX ст.              | вул. Гетьмана Сагайдачного, 19     | 322-М                     |      |
| 129. | Житловий будинок                                                                        | поч. XX ст.              | вул. Гетьмана Сагайдачного, 21     | 323-М                     |      |
| 130. | Житловий будинок                                                                        | кін. ХІХ ст.             | вул. Січинського, 2                | 298-М                     |      |
| 131. | Житловий будинок                                                                        | кін. ХІХ ст.             | вул. Січинського, 6                | 299-М                     |      |
| 132. | Житловий будинок                                                                        | 1881 р.                  | вул. Січових стрільців, 13         | 301-М                     |      |
| 133. | Бордель                                                                                 | ХІХ-ХХ ст.               | вул. Січових стрільців, 17         | 2022-М                    |      |
| 134. | Житловий будинок                                                                        | 1894 р.                  | вул. Й. Сліпого, 3                 | 285-М                     |      |
| 135. | Адвокатська канцелярія С. Даниловича                                                    | ХІХ ст.                  | вул. Й. Сліпого, 7                 | № 2-М                     |      |
| 136. | Житловий будинок                                                                        | поч. XX ст.              | вул. Ю. Словацького, 4             | 343-М                     |      |
| 137. | Житловий будинок                                                                        | ХІХ-ХХ ст.               | вул. Стадникової, 14               | 2023-М                    |      |
| 138. | Житловий будинок                                                                        | 1917 р.                  | вул. Старий ринок, 1               | 2024-М                    |      |
| 139. | Житловий будинок                                                                        | поч. XX ст.              | вул. Стецька, 12                   | 2025-М                    |      |
| 140. | Житловий будинок                                                                        | ХІХ ст.                  | вул. Федьковича, 2                 | 1984-М                    |      |
| 141. | Житловий будинок                                                                        | ХІХ ст.                  | вул. Федьковича, 4                 | 1985-М                    |      |
| 142. | Житловий будинок                                                                        | ХІХ ст.                  | вул. Федьковича, 6                 | 1986-М                    |      |
| 143. | Житловий будинок                                                                        | ХІХ ст.                  | вул. Федьковича, 8                 | 1982-М                    |      |
| 144. | Житловий будинок                                                                        | ХІХ ст.                  | вул. Федьковича, 12                | 1983-М                    |      |
| 145. | Комплекс житлових будинків                                                              | ХІХ ст.                  | вул. І. Франка, 2, 4, 6            | 14/1-М, 14/2-М, 14/3-М    |      |
| 146. | Житловий будинок                                                                        | 1898 р.                  | вул. І. Франка, 3                  | 256-М                     |      |
| 147. | Житловий будинок                                                                        | 1937 р.                  | вул. І. Франка, 11                 | 257-М                     |      |
| 148. | Житловий будинок                                                                        | 1880 р.                  | вул. І. Франка, 12                 | 260-М                     |      |
| 149. | Житловий будинок                                                                        | 1938 р.                  | вул. І. Франка, 20                 | 259-М                     |      |
| 150. | Житловий будинок (колишня вілла родини Грабовських)                                     | поч. XX ст.              | вул. І. Франка, 21                 | 260-М                     |      |
| 151. | Житловий будинок                                                                        | XX ст.                   | вул. Б. Хмельницького, 14          | 300-М                     |      |
| 152. | Житловий будинок                                                                        | ХІХ-ХХ ст.               | вул. Б. Хмельницького, 17          | 1991-М                    |      |
| 153. | Житловий будинок                                                                        | поч. XX ст.              | вул. Б. Хмельницького, 31          | 2026-М                    |      |
| 154. | Житловий будинок                                                                        | ХІХ-ХХ ст.               | вул. Б. Хмельницького, 33          | 2027-М                    |      |
| 155. | Комплекс будинків поштового відомства                                                   | 1910 р.                  | вул. Чорновола, 1                  | 3-М                       |      |
| 156. | Житловий будинок                                                                        | 1956 р.                  | вул. Чорновола, 2                  | 261-М                     |      |
| 157. | Поштове відомство                                                                       | 1910 р.                  | вул. Чорновола, 3                  | 262-М                     |      |
| 158. | Будинок зв'язку                                                                         | 1963-1965 рр.            | вул. Чорновола, 4                  | 4-М                       |      |
| 159. | Поштове відомство                                                                       | 1910 р.                  | вул. Чорновола, 5                  | 264-М                     |      |
| 160. | Житловий будинок                                                                        | поч. XX ст.              | вул. Чорновола, 6                  | 265-М                     |      |
| 161. | Житловий будинок                                                                        | 1901 р.                  | вул. Чорновола, 8                  | 267-М                     |      |
| 162. | Житловий будинок                                                                        | 1910 р.                  | вул. Чорновола, 9                  | 266-М                     |      |
| 163. | Житловий будинок                                                                        | поч. XX ст.              | вул. Чорновола, 10                 | 269-М                     |      |
| 164. | Житловий будинок                                                                        | поч. XX ст.              | вул. Чорновола, 11                 | 268-М                     |      |
| 165. | Житловий будинок                                                                        | 1880 р.                  | вул. Чорновола, 12                 | 271-М                     |      |
| 166. | Житловий будинок                                                                        | 1890 р.                  | вул. Чорновола, 13                 | 270-М                     |      |
| 167. | Житловий будинок                                                                        | 1890 р.                  | вул. Чорновола, 14                 | 273-М                     |      |
| 168. | Житловий будинок                                                                        | 1906 р.                  | вул. Чорновола, 15                 | 272-М                     |      |
| 169. | Споруда товариства народних шкіл                                                        | поч. XX ст.              | бульвар Т. Шевченка, 1             | 7/1-М                     |      |
| 170. | Будинок «Українбанку»                                                                   | поч. XX ст.              | бульвар Т. Шевченка, 3             | 7/2-М                     |      |
| 171. | Житловий будинок                                                                        | поч. XX ст.              | бульвар Т. Шевченка, 2             | 286-М                     |      |
| 172. | Житловий будинок                                                                        | поч. XX ст.              | бульвар Т. Шевченка, 4             | 287-М                     |      |
| 173. | Житловий будинок                                                                        | поч. ХІХ ст.             | бульвар Т. Шевченка, 5             | 9-М                       |      |
| 174. | Тернопільський академічний обласний український драматичний театр імені Тараса Шевченка | 1953-1957 рр.            | бульвар Т. Шевченка, 6             | 6-М                       |      |
| 175. | Житловий будинок                                                                        | поч. XX ст.              | бульвар Т. Шевченка, 7             | 2028-М                    |      |
| 176. | Житловий будинок                                                                        | ХІХ ст.                  | бульвар Т. Шевченка, 9             | 260-М                     |      |
| 177. | Тернопільський центральний універмаг                                                    | 1957-1959 рр.            | бульвар Т. Шевченка, 12            | 2030-М                    |      |
| 178. | Житловий будинок                                                                        | 1894-1896 рр.            | бульвар Т. Шевченка, 14            | 2148-М                    |      |
| 179. | Житловий будинок                                                                        | ХІХ-ХХ ст.               | бульвар Т. Шевченка, 15            | 10-М                      |      |
| 180. | Житловий будинок                                                                        | поч. XX ст.              | бульвар Т. Шевченка, 21            | 288-М                     |      |
| 181. | Готель «Подільський»                                                                    | 1890 р.                  | бульвар Т. Шевченка, 23            | 8-М                       |      |
| 182. | Житловий будинок                                                                        | поч. XX ст.              | бульвар Т. Шевченка, 23А           | 289-М                     |      |
| 183. | Житловий будинок                                                                        | поч. XX ст.              | бульвар Т. Шевченка, 25            | 290-М                     |      |
| 184. | Кінотеатр «Перемога»                                                                    | 1950 р.                  | бульвар Т. Шевченка, 27            | 2032-М                    |      |
| 185. | Житловий будинок                                                                        | поч. XX ст.              | бульвар Т. Шевченка, 29            | 291-М                     |      |
| 186. | Житлово-торговельний будинок «Кооператор»                                               | ХІХ-ХХ ст.               | бульвар Т. Шевченка, 33            | 2033-М                    |      |
| 187. | Житловий будинок                                                                        | поч. XX ст.              | вул. Шептицького, 2                | 2034-М                    |      |
| 188. | Бойня (м'ясокомбінат)                                                                   | 1880 р.                  | вул. Шептицького, 23               | 344-М                     |      |
| 189. | Міський шпиталь                                                                         | 1894-1895 рр.            | вул. Шпитальна, 2                  | 2035-М                    |      |

## Колишні пам'ятки архітектури Тернополя
Тернопіль багато разів зазнавав руйнації, і тому значну частину пам'яток архітектури можна віднести до втрачених. Серед них:
- Велика стара синагога — втрачена у 1944 році під час Другої світової війни.
- Парафіяльний костел Матері Божої Неустанної Помочі — знищений радянською владою у 1954 році. На місці храму збудували універмаг.
- Єзуїтський костел — у 1944 році, під час Другої світової війни, костел було пошкоджено внаслідок воєнних дій.
- Українська гімназія — зруйнована під час боїв за Тернопіль у 1944 році.
- Палац Ґаллів — під час російської окупації міста у вересні 1915 року російські війська повністю зруйнували головне родинне підприємство Галлів і, ймовірно, їхній палац.